# 小杉桜湖
小杉 桜湖（こすぎ おうこ、生没年不詳）とは、明治時代の浮世絵師。

## 来歴
師系・経歴不明だが、歌川派系統の絵師とされる。明治期に錦絵を版行している。

## 作品
- 「青山練兵場観兵式之図」　大判錦絵3枚続　※明治20年頃
- 「陸軍器械体操之内　テスリ并ニ階段之図」　大判錦絵